# Почётный гражданин города Салавата
Почётный гражданин Салавата — звание является высшей городской наградой, формой поощрения граждан, получивших широкую известность и уважение жителей города за особые заслуги в области экономики, науки, культуры, искусства, просвещения, охраны здоровья, спорта, защиты прав граждан и других сферах.
Звание Почётного гражданина присваивается жителям города Салавата, гражданам Российской Федерации, не проживающим в городе Салавате, и иностранным гражданам персонально.
Предложения о присвоении звания Почётного гражданина могут вносить председатель Совета городского округа город Салават Республики Башкортостан, Президиум Совета городского округа город Салават Республики Башкортостан, глава Администрации городского округа город Салават Республики Башкортостан, трудовые коллективы предприятий, учреждений, организаций города независимо от формы собственности. Предложения о присвоении звания Почётного гражданина, поступившие от лиц, выдвинувших свои кандидатуры, не рассматриваются. Предложения о присвоении звания Почётного гражданина посмертно также не рассматриваются.
Последнее положение утверждено решением утверждённого решением Совета городского округа город Салават Республики Башкортостан от 10 сентября 2009 г. № 2-26/230.
Присвоение звания Почётного гражданина г. Салавата рассматривается на заседаниях Комиссии по рассмотрению кандидатур на присвоение звания «Почётный гражданин города Салават Республики Башкортостан» и утверждается Советом городского округа город Салават Республики Башкортостан. Рассмотрение вопроса и принятие решения о присвоении звания Почётного гражданина могут осуществляться в отсутствие представляемого к званию лица.
Почётный гражданин Салавата имеет право на:
- внеочередной прием по личным и служебным вопросам должностными лицами городского Совета, Администрации города, руководителями муниципальных учреждений, предприятий и организаций
- проход в здания и помещения, занимаемые органами местного самоуправления по предъявлению удостоверения почётного гражданина
- внеочередное обслуживание на предприятиях торговли, коммунального хозяйства и бытового обслуживания, в учреждениях здравоохранения города независимо от форм собственности
- получение бесплатной медицинской помощи в муниципальных учреждениях здравоохранения и лекарств по показаниям и рецептам врачей
- частичное освобождение от оплаты жилой площади в Салавате, а также за коммунальные услуги, радио, телефон
- бесплатный проезд в городском муниципальном пассажирском транспорте по предъявлению удостоверения
- получение ежемесячной материальной помощи в размере 0,5 минимальных размеров оплаты труда для почётных граждан, проживающих в городе Салавате и получающих пенсии по старости или по инвалидности

После смерти почётного гражданина, постоянно проживавшего в городе Салавате, а также в случае присвоения звания посмертно, на доме, в котором проживал почётный гражданин, устанавливается мемориальная доска с текстом: «Здесь жил почётный гражданин города Салавата» с указанием фамилии, имени, отчества и периода жизни.
Впервые звание «Почётный гражданин города Салавата» было присвоено в 1978 году. Тогда восемь салаватцев были удостоены этого звания. В 1988 году — четверо салаватцев, в 1998 — 12 человек. Звание почётного «гражданина Салавата» присваивалось к юбилейным датам города (30, 40, 50 лет городу Салавату). В дальнейшем Совет городского округа отошёл от этой традиции и звания присваивались нерегулярно, так в 2010 году звание было присвоено 2 салаватцам.

## Список почётных граждан
- Бареев, Юрий Петрович, 1945 г.р. — уроженец села Зирган, управляющий муниципальным унитарным предприятием «Салаватский производственный жилищный ремонтно-эксплуатационный трест», Республика Башкортостан;
- Габитов, Кашаф Фаррахович, 1921 г.р.[3] — ветеран милиции (20 лет стажа в органах внутренних дел Салавата);
- Давыдков, Виктор Константинович, 1933 г.р.[4] — 15 лет возглавлял милицию Салавата;[5]
- Зацепин, Владимир Павлович, 1936 г.р. — прораб СУ ОАО «Салаватстрой».
- Зотова, Вера Федоровна, 1917 г.р.[6] — заведующая хирургическим отделением больницы;
- Каримова, Зинаида Федоровна, 1941 г.р. — начальник подготовки производства СМЗ;
- Колышев, Таис Губаевич, 1925 г.р. — директор «Роскоммунзапчасть»;
- Комогаева, Зоя Петровна, 1928 г.р. — заместитель главного врача по лечебной части медсанчасти № 18;
- Крючко, Александра Ильинична, 1931 г.р. — заведующая педиатрическим отделением по поликлинике дошкольных учреждений;
- Кутлугильдин, Наиль Закирович, 1946 г.р. — председатель Комитета Государственного Собрания — Курултая Республики Башкортостан по промышленности, транспорту, строительству
- Пономарёв, Владимир Матвеевич, 1939 г.р. — член Президиума профкома ОАО «Салаватнефтеоргсинтез»;
- Преснякова, Мария Яковлевна, 1933 г.р. — член обкома профсоюза;
- Рябов, Геннадий Трофимович, 1931 г.р.[7] — директор Автокомбината СПАТП;
- Сагитов, Рафаиль Мухарлямович, 1931 г.р. — заслуженный строитель Башкирской АССР, заместитель начальника производственного объединения «Башремстрой».
- Усманов, Гафар Абулгатович, 1935 г.р. — председатель правления Территориального объединения работодателей городского округа город Салават Республики Башкортостан
- Шарнин, Иван Фёдорович, 1931 г.р. — сварщик ОАО «Салаватнефтемаш».
- Шавалеев, Дамир Ахатович, 1975 г.р. — Генеральный директор ОАО "Газпром нефтехим Салават".
- Галиев, Асгат Талгатович[8], 1949 г.р.   - председатель исполкома городского Совета депутатов трудящихся г. Салавата (1988-1999 гг., 1999-2002 гг.)

Почётными гражданами Салавата также являлись:
- Абдуллин, Венир Губайдуллович (1941—2011)[10] — сварщик СМЗ;
- Арсланов, Ахняф Гареевич (1922—2003)[11] — первый декан и директор Салаватского филиала Уфимского нефтяного института,
- Артёмов, Николай Андреевич (1926—2003)[12] — заместитель управляющего трестом «Салаватстрой»,
- Березовский, Иван Афанасьевич (1906—1993) — с 1952 года по 1955 год — начальник управления строящегося комбината № 18,
- Богданов, Иван Антонович (1926—2004) — глава администрации Салавата с 1972 по 1976 годы,
- Вершинин, Болислав Николаевич (1928—1998 — слесарь-бригадир треста «Двигательмонтаж»,
- Гайнуллин, Шакир Юмагулович (1921—1993) — главный экономист треста «Салаватстрой»,
- Дворовенко, Лидия Васильевна (1928—1993) — электросварщица СМУ-1 треста ВНЗМ,
- Жданов, Равиль Шангареевич (1922—1997) — начальник управления производственно-технологической комплектации треста «Салаватстрой»,
- Иванова, Галина Андреевна (1922—2008) — директор школы-лицея № 8,
- Камалова, Закия Нурисламовна (1931—2006) — бригадир изолировщиков треста «Салаватнефтехимремстрой»,
- Картешков, Иван Алексеевич (1921—1999) — работник Салаватского нефтехимического комбината,
- Никишенков, Михаил Кириллович (1929—2011) — строитель, с 1973 по 1990 годы — управляющий трестом «Ишимбайжилстрой». Заслуженный строитель БАССР. Заслуженный строитель РФ. Награждён двумя орденами Трудового Красного Знамени. Почётный гражданин г. Ишимбая, г. Салавата, Гафурийского района.
- Овечкин, Виктор Сергеевич[13] (1921—2011)- с 1960 по 1962 г — второй секретарь Салаватского горкома КПСС, преподаватель Салаватского филиала Уфимского государственного нефтяного института в 1971—1988 гг.,
- Пищаев, Павел Михайлович (1925—2004)[14] — директор завода серной кислоты и катализаторов Салаватского нефтехимического комбината,
- Пучкин, Алексей Владимирович (1930—2010) — поэт, автор слов гимна города Салават,
- Родионова, Антонина Кузьминична (1929—2009) — главный бухгалтер управления комбината „Салаватнефтеоргсинтез“,
- Салихов, Амир Мухаррамович (1937—2006) — токарь цеха капитального ремонта машинного оборудования РМЗ,
- Сескутов, Юрий Васильевич (1927—2008) — директор завода технического стекла г. Салават, заслуженный строитель БАССР,
- Синицын Юрий Родионович (1917—1988) — директор школы № 10, „Заслуженный учитель РСФСР“,
- Тюгаев, Прокофий Федорович (1931—2011) — генеральный директор ОАО „Салаватнефтеоргсинтез“ 1977—1994 годов, почётный нефтехимик МНХП СССР»,
- Хамзин Фарит Хабибуллович (1931—2007) — первый секретарь Салаватского городского комитета партии,
- Яппаров, Марс Шарипович (1936—2009) — директор Салаватского государственного башкирского драматического театра с 1977 по 1997 годы.

В 2015 году звание Почетного гражданина города Салавата присвоено:
- Дмитрию Ивановичу Кальницкому - за активное участие в военно-патриотиеском воспитании молодежи;
- Суфие Биктимировне Зидихановой - за заслуги в области торговли и культуры, активное участие в общественно-политической жизни города;
- Равилю Халимовичу Смакову - активное участие в общественно-политической жизни города.